# Haspengouw (gouw)
De Haspengouw (Latijn: Hasbania of Pagus Hasbaniensis; Frans: Hesbaye) was een gouw in het koninkrijk Midden-Francië. Hij omvatte voornamelijk de nog bestaande streek Haspengouw.

## Graven
De eerst bekende graaf is Ingram van de Haspengouw. Zijn dochter en erfgename Ermengarde trouwt met koning Lodewijk de Vrome (794), waardoor de Haspengouw terug aan de koning valt (818). De koning beleent meerdere vazallen. Ten tijde van het Verdrag van Meerssen (870), waarin de zonen van Lodewijk een deling van het Frankische Rijk overeen komen, liggen er in Haspengouw vier graafschappen.
Tezelfdertijd krijgt het geslacht der Reginaars vaste voet aan de grond in de regio. Giselbert van Maasgouw schaakt prinses Ermengarde (846) en maakt zo aanspraak op (delen van) de Haspengouw. Koning Lotharius I komt hem daarin tegemoet (849). Later schenkt hij hem ook de Lommegouw (866). Giselberts nakomelingen erven de Haspengouw, tot hun verbanning (958).
- 849: Giselbert van Maasgouw
- 898: Reinier I heerst over de pago Hasbaniensi juxta Mosam, d.i. Haspengouw met de aangrenzende Maasgouw
- 915: Giselbert II volgt zijn vader Reinier I op
- ±945: Giselberts neefje Rudolf (I) is graaf te Heers, Engelmanshoven, Remigius-Lens (en in de Maasgouw); Rudolfs broer Reinier III is voogd van Sint-Truiden
- 958: Otto de Grote verbant Rudolf (I) en Reinier III naar aanleiding van hun tweede opstand
- 966: Werenharius (van de Ezzonen?) is in het bezit van Gelmen
- 982: Erenfried van de Ezzonen is graaf te Velm
- 1015: De broers Giselbert van Loon en Arnulf van Haspinga heersen over restanten van de Haspengouw; zij worden beschouwd als de eerste graven van Loon

## Indeling
Er is gepoogd de vier graafschappen van 870 geografisch te situeren. Volgens Léon Vanderkindere en Jean Baerten moet het gaan om de volgende entiteiten:
- In het westen: het graafschap Leuven. Gelegen tussen de graafschappen Brussel en Aarschot.
- In het midden: het graafschap Avernas. Het valt later uiteen in twee graafschappen: Tienen, Geldenaken en Hannuit vormen Bruningerode (vermeld in 987), terwijl Sint-Truiden en Landen in Duras (vermeld in 1024) liggen.
- In het noordoosten: Loons-Haspengouw, d.i. het gedeelte van Haspengouw dat aan de oorsprong van het graafschap Loon ligt. Het omvat Borgloon, Tongeren en Bilzen.
- In het zuidoosten: Haspinga oftewel Luiks-Haspengouw. Een strook waarin Borgworm, Elch en Lieze liggen. Wordt begin 11e eeuw bij het nieuwe prinsbisdom Luik gevoegd.

Deze indeling moet met voorzichtigheid benaderd worden. Ze werd ontwikkeld op basis van 10e-eeuwse graafschappen, vanuit de veronderstelling dat de vier graafschappen bleven voortbestaan. 21e-eeuwse historici benadrukken echter dat zulke verbanden niet noodzakelijk bestaan hebben.